# Yaimé Pérez
Yaimé Pérez (n. 29 mai 1991, Santiago de Cuba, Cuba) este o atletă cubaneză, medaliată olimpică. A participat la 3 ediții ale Jocurilor Olimpice (2012, 2016, 2020) în care a câștigat o medalie de bronz în proba de aruncarea discului.

## Palmares
| An   | Competiție                     | Locație                  | Loc | Note    |
| ---- | ------------------------------ | ------------------------ | --- | ------- |
| 2010 | Campionatul Mondial de Juniori | Moncton, Canada          | 1   | 56,01 m |
| 2012 | Jocurile Olimpice              | Londra, Marea Britanie   | 30  | 57,87 m |
| 2013 | Campionatul Mondial            | Moscova, Rusia           | 11  | 60,33 m |
| 2014 | Cupa Continentală              | Marrakech, Maroc         | 5   | 59,38 m |
| 2015 | Jocurile Panamericane          | Toronto, Canada          | 2   | 64,99 m |
| 2015 | Campionatul Mondial            | Beijing, China           | 4   | 65,46 m |
| 2016 | Jocurile Olimpice              | Rio de Janeiro, Brazilia | 12  | FR      |
| 2017 | Campionatul Mondial            | Londra, Marea Britanie   | 4   | 64,82 m |
| 2018 | Cupa Continentală              | Ostrava, Cehia           | 1   | 65,30 m |
| 2019 | Jocurile Panamericane          | Lima, Peru               | 1   | 66,58 m |
| 2019 | Campionatul Mondial            | Doha, Qatar              | 1   | 69,17 m |
| 2021 | Jocurile Olimpice              | Tokio, Japonia           | 3   | 65,72 m |
| 2022 | Campionatul Mondial            | Eugene, Statele Unite    | 7   | 63,07 m |